# 토평고등학교
토평고등학교(土坪高等學校)는 대한민국 경기도 구리시 토평동에 있는 공립 고등학교이다.

## 학교 연혁
- 2000년 8월 29일 : 토평고등학교 36학급 설립인가 (학년별 12학급)
- 2001년 3월 1일 : 초대 고주훈 교장 취임
- 2001년 3월 2일 : 신입생 505명 입학 (12학급)
- 2001년 6월 5일 : 토평고등학교 개교식
- 2023년 9월 1일 : 제8대 박준성 교장 취임
- 2023년 12월 22일 : 제21회 졸업식 (8학급 206명, 누계 8,785명)
- 2024년 3월 4일 : 신입생 입학식(8학급 215명)

## 참고 자료
- 토평고등학교 - 한국교육학술정보원 학교알리미